# H-E-B Center
H-E-B Center, plným názvem H-E-B Center at Cedar Park je víceúčelová aréna nacházející se ve městě Cedar Park ve státě Texas v USA. Otevření centra na předměstí Austinu proběhlo v roce 2006. Aréna je domovským stadionem týmu AHL Texas Stars, který je farmou týmu NHL Dallas Stars. 
V roce 2016 získala práva na pojmenování arény texaská maloobchodní síť H.E.B. V hale se koná kolem 150 společenských akcí ročně. K stadionu přináleží parkoviště s 2700 parkovacími místami. 